# Леонард из Порто-Маурицио
Святой Леонард из Порто-Маурицио (Леонардо да Порто-Маурицио; итал. Leonardo da Porto Maurizio), в миру Паоло Джироламо Казанова (итал. Paolo Girolamo Casanova, 20 декабря 1676[…], Порто-Маурицио, Лигурия — 26 ноября 1751[…], Рим) — итальянский католический священник-францисканец, аскет.
Канонизирован в 1867 году папой Пием IX.

## Биография
Родился 19 декабря 1676 года в Порто-Маурицио (в то время Генуэзская республика) в семье капитана корабля Доменико Казановы и Анны Марии Бенцы. В тринадцатилетнем возрасте отправился в Рим к своему дяде Агостино и поступил в колледж иезуитов. Предполагалось, что он станет медиком, но в 1697 году он неожиданно для всех вступил в орден францисканцев; после этого дядя от него отрёкся.
Он вязл религиозное имя Леонард в честь родственника, который был к нему добр. Пройдя новициат в Понтичелли, Сабина, он завершил обучение в церкви Святого Бонавентуры на Палатине в Риме. После рукоположения в сан священника остался там лектором и ожидал, что его отправят с миссией в Китай. В 1704 году у него развилась язва желудка, и его отправили в родной город в монастырь францисканцев-обсервантов. Через четыре года он выздоровел и начал проповедовать.
В какой-то момент Леонарда отправили в монастырь дель Монте в Сан-Миниато близ Флоренции, чтобы тот проповедовал в Тоскане. Во время миссий он и его коллеги практиковали аскезы. В 1710 году он основал монастырь Иконтро на горной вершине примерно в четырех милях от Флоренции, который служил ретритом для странствующих проповедников. Альфонсо Лигуори назвал Леонарда «великим миссионером XVIII века», поскольку он всегда был востребован и собирал большие толпы верующих.
Леонард провел более сорока лет, проповедуя по всей Италии. В 1720 году он пересёк границы Тосканы и провёл свои знаменитые миссии в центральной и южной Италии: ему приходилось читать проповеди на открытом воздухе, поскольку церкви не могли вместить тысячи пришедших его послушать. Какое-то время Леонард был духовным наставником Марии Клементины Собеской, жены Джеймса Стюарта, Старого Претендента.
Папа Климент XII и папа Бенедикт XIV вызвали его в Рим; последний особенно высоко ценил его и истребовал обещание, что тот вернётся в Рим умирать. Бенедикт XIV также отправил его с несколькими сложными дипломатическими поручениями в Геную, на Корсику, в Лукку и Сполето. Будучи священником-францисканцем, он проводил Богослужения Крестного пути, начиная от церкви Сан-Сальваторе-аль-Монте на «Горе крестов» (Монте-делле-Крочи) во Флоренции и далее на "миссиях остановок Крестного пути" в 571 местах по всей Италии, включая Колизей в Риме. С мая по ноябрь 1744 года проповедовал на Корсике, принадлежавшей в то время Генуэзской республике и раздираемой борьбой за власть.
В ноябре 1751 года, Бенедикт XIV отозвал его в Рим из Болоньи, поскольку было понятно, что старый монах скоро умрёт. Многолетние миссионерские труды и умерщвление плоти полностью истощили его тело. Он прибыл вечером 26 ноября 1751 года в монастырь Святого Бонавентуры на Палатине и скончался в ту же ночь в возрасте 74 лет.

## Почитание
Беатифицирован 19 июня 1796 года папой Пием VI, канонизирован 29 июня 1867 года папой Пием IX.
Тело святого Леонарда с нетленной гортанью (как и у других известных проповедников — святых Антония из Падуи и Иосифа из Леонессы) находится в главном алтаре церкви монастыря Святого Бонавентуры в Риме, где он и умер.
В его честь освящены церкви в Риме (1936; с 2016 года ей принадлежит титулярная церковь) и Бостоне (1873).
День памяти — 26 ноября.